# Sikukia gudgeri
Sikukia gudgeri är en fiskart som först beskrevs av Smith, 1934.  Sikukia gudgeri ingår i släktet Sikukia och familjen karpfiskar. IUCN kategoriserar arten globalt som otillräckligt studerad. Inga underarter finns listade i Catalogue of Life.